# Oakdale (Tennessee)
Oakdale és una població dels Estats Units a l'estat de Tennessee. Segons el cens del 2000 tenia 244 habitants.

## Demografia
Segons el cens del 2000, Oakdale tenia 244 habitants, 92 habitatges, i 64 famílies. La densitat de població era de 103,5 habitants/km².
Dels 92 habitatges en un 31,5% hi vivien nens de menys de 18 anys, en un 48,9% hi vivien parelles casades, en un 14,1% dones solteres, i en un 30,4% no eren unitats familiars. En el 28,3% dels habitatges hi vivien persones soles el 13% de les quals corresponia a persones de 65 anys o més que vivien soles. El nombre mitjà de persones vivint en cada habitatge era de 2,65 i el nombre mitjà de persones que vivien en cada família era de 3,25.
Per edats la població es repartia de la següent manera: un 28,3% tenia menys de 18 anys, un 9,4% entre 18 i 24, un 29,5% entre 25 i 44, un 23,8% de 45 a 60 i un 9% 65 anys o més.
L'edat mediana era de 35 anys. Per cada 100 dones de 18 o més anys hi havia 94,4 homes.
La renda mediana per habitatge era de 26.667 $ i la renda mediana per família de 27.083 $. Els homes tenien una renda mediana de 26.875 $ mentre que les dones 21.875 $. La renda per capita de la població era de 16.779 $. Entorn del 10,1% de les famílies i l'11,6% de la població estaven per davall del llindar de pobresa.

## Poblacions més properes
El següent diagrama mostra les poblacions més properes.